# Full Throttle
Full Throttle är ett animerat äventyrsspel för PC. 
Spelet släpptes den 30 april 1995 av LucasArts och använder spelmotorn "SCUMM". På grund av en relativt omfattande storlek på spelets filer valde LucasArts CD-formatet. Detta krävde en dator utrustad med en CD-ROM-enhet, något som vid tidpunkten inte var helt vanligt.

## Soundtrack
Värt att notera är även att LucasArts ungefär samtidigt som id Software (som gjorde spelet Quake med soundtrack producerat av Trent Reznor) utvecklade musikens roll och dess inverkan på spelupplevelsen. Spel som i rask takt blev alltmer resurskrävande och vid den här tiden även hade stöd för flerspelarmöjligheter över internet, lokala nätverk och P2P med stöd för TCP/IP.
Soundtracket består bl.a. av flera originallåtar från hårdrocksbandet The Gone Jackals. Bland röstskådespelarna återfinns Mark Hamill som bl.a. spelar antagonisten Adrian Ripburger.

## Gameplay
Spelaren ser Ben, spelets protagonist, i tredje person. Med hjälp av musen styrs Ben och om muspekaren vilar över objekt dyker en interaktionsmeny upp. Menyn är utformad som det fiktiva MC-gänget The Polecats märke och består av en dödskalle, en knytnäve och en sko. Med dödskallen kan spelaren prata och titta på saker, med knytnäven plockar spelaren upp saker eller slåss och med skon sparkar spelaren på saker. Med ett klick med höger musknapp kommer en meny med spelarens saker fram. Det finns också delar i spelet där spelaren måste styra sin motorcykel själv och slåss med andra MC-förare. Dialogerna spelar en stor roll i spelet, där spelaren får välja olika meningar för att få fram information.

## Handling
Full Throttle utspelar sig i en alternativ dystopisk framtid där motoriserade fordon till stor del ersatts av svävare. En tuff biker vid namn Ben är ledare för motorcykelgänget The Polecats.

### Karaktärer i urval
- Ben (Roy Conrad) - Spelets protagonist och ledare för The Polecats.
- Maureen "Mo" Corley (Kath Soucie) - Malcolm Corleys dotter. Är mekaniker och i hemlighet medlem i The Vultures. I slutet av spelet tar hon över Corley Motors och överger sin livsstil som biker.
- Malcolm Corley (Hamilton Camp) - Ägaren av Corley Motors, landets sista tillverkare av motorcyklar och en känd biker från sina yngre dagar.
- Adrian Ripburger (Mark Hamill) - Vice direktör i Corley Motors och spelets antagonist.
- Bolus (Jack Angel) - Malcolm Corleys livvakt, i hemlighet i förbund med Adrian Ripburger.

## Utveckling
Spelets musik bestod av låtar från hårdrocksbandet The Gone Jackals skiva Bone to Pick. Låten som introducerade spelet var en förkortad version av albumets andra låt "Legacy". Full Throttle hade flera duktiga röstskådespelare, bland andra Roy Conrad, Kath Soucie, Mark Hamill, Hamilton Camp och Nick Jameson. Full Throttle var det första datorspelet som hade flera SAG-registrerade professionella röstskådespelare. Då spelet är skapat av LucasArts lades ett par hänvisningar till Star Wars in. Bland annat har långtradarchauffören Emmet en Imperiet-tatuering, och en av motståndarna i Stock Car-tävlingen var animerad till att se ut som George Lucas.